# Jean-Luc Béghin
Pour les personnes ayant le même patronyme, voir Béghin.
Jean-Luc Béghin, né à Bruxelles en 1939, est un dessinateur et illustrateur belge. Collaborateur du Journal de Tintin dans les années 1960 et surtout de Spirou des années 1960 aux années 1980. Il est spécialiste des rubriques aviations. Il a émigré aux États-Unis en 1976.

## Biographie

### Jeunesse
Jean-Luc Béghin naît à Bruxelles en 1939. En 1944, âgé de cinq ans, alors qu'il demeure à Ixelles, le jeune Jean-Luc Béghin vécut plusieurs expériences qui le marquèrent à vie, lors de la libération de Bruxelles par les troupes américaines, britanniques et canadiennes. Chez lui, c'est un défilé constant de G.I. et de Tommies pour lesquels sa mère jouait au piano des airs de boogie-woogie et de swing. Quelquefois, on le dépose à l'école en Jeep ou en GMC. Il découvre son premier film en 1945 : Pinocchio. Il peut même approcher de près une forteresse volante ainsi qu'un P-51 Mustang lors d'une exposition publique dans le parc de Bruxelles.
L'amour et la passion de Béghin pour l'aviation trouvent leurs sources dans la fascination qu'il éprouvait pour les machines volantes qui se croisaient dans les cieux durant la Seconde Guerre mondiale. C'est à cette époque, à partir de l'école maternelle, qu'il dessine ses premiers croquis d'avions. Il continuera tout au long de sa scolarité.

### Débuts dans la BD

#### À l'Atelier Franquin
À 17 ans, il fait la rencontre de Jidéhem par l'intermédiaire de son frère avec qui il était en classe. Jidéhem lui corrige ses premiers dessins et lui ouvre même un jour la porte de l'atelier de l'avenue du Brésil, occupé alors par Franquin, Jean Roba, Jidéhem, Marcel Denis et le coloriste Jean Verbruggen (Phumiphon).

#### Au studio Dupuis
Après ses humanités, en 1959, ayant réussi un concours, Béghin entre au studio des éditions Dupuis pendant trois mois. Il y apprend les bases du métier d'illustrateur. Du « taillage de crayon » à l'encrage. Il y croise entre autres Yvan Delporte et Charles Jadoul. Sur un scénario de ce dernier, il publie son premier mini-récit : Bertrand l'écraseur. Il signe encore sous le pseudonyme Jean-Luc Engels le mini-récit no 201 sur un scénario d'Octave Joly dans le no 1345 en 1964 et qui a pour particularité la contribution graphique d'André Franquin. Il y signe également quelques illustrations publicitaires (Citroën) : ces évènements se situent au début des années 1960.

### LeJournal Tintin
Il effectue son service militaire pour lequel il reçoit son instruction à Malines, puis est affecté à Etterbeek durant lequel il illustre une histoire de la Jeep pour le magazine de l'armée Nos Forces. Ce magazine étant imprimé au même endroit que le Journal de Tintin, cela lui permet d'intégrer la maison qu'il rejoint à sa démobilisation en 1961.
Chez Tintin, sous la direction d'Evany (Eugène van Nijverseel), il croise nombre de vedettes du journal : Hergé, Franquin, Greg, Tibet, Macherot, Weinberg, Attanasio ou Jean Graton, pour lequel il collabore à l'album Suspens à Indianapolis (1966) de Michel Vaillant (non crédité).
Hergé lui-même lui proposa de rejoindre son studio mais Béghin n'y tient pas. L'ambiance « Tintin » ne lui convient pas. Ce qu'il souhaite, c'est rejoindre les auteurs chez Dupuis ! (sic).

### Le journalSpirou
Il rejoint donc l'équipe Spirou pour la deuxième fois en 1963 (tout en poursuivant une collaboration épisodique avec Tintin jusqu'en 1968 : quelques rédactionnels « technologiques », illustrations de jeux, etc). Les premières années sont essentiellement consacrées aux illustrations du coin des dégourdis (jeux) et du fureteur,, places laissées vacantes par Eddy Paape parti chez... Tintin. Béghin signe également plusieurs Oncle Paul (de 1965 à 1970) ainsi que des cartes blanches. Également à cette époque (début des années 1970), il retrouve Jidéhem avec lequel il collabore sur de nombreuses rubriques Starter.
Mais là où il se développe en particulier, c'est dans le rédactionnel consacré à l'aviation. Notamment par ses articles — véritables reportages au cœur des missions aériennes, ses nombreuses illustrations et photographies mais surtout par ses posters et reproductions Vous êtes dans le cockpit. Grâce à une perspective particulière et un souci du détail poussé à l'extrême, le lecteur a l'impression d'être aux commandes des engins représentés (Bell-XS1, Douglas C-47, F-16 ou B-747 pour n'en citer que quelques-uns). Toujours pour le journal, Béghin effectue plusieurs reportages aux États-Unis, entre autres pour assister au décollage de la mission lunaire Apollo 16 pour lequel il est seul autorisé à prendre des photos à la lumière naturelle, de l’intérieur de la capsule Apollo dont il produit une illustration dans un Spirou tiré à 250000 exemplaires. À la suite de ces articles, il est autorisé à voler sur de nombreux types d'avions : Fouga Magister, T-33, CF-104 Starfighter. Il devient membre d'honneur du 350 Fighter Squadron de la force aérienne belge ainsi que du 439 Fighter Squadron de la Royal Canadian Air force. De nombreuses rencontres viennent émailler son parcours : Jacques Tiziou, Pierre Clostermann ou encore son ami Pierre Dague, un commandant de 747 qui un jour lui fit partager 20 minutes inoubliables de manœuvres de combat à bord d'un P-51D Mustang.

### Émigration aux États-Unis
En 1976, il quitte son village de Grez-Doiceau pour emménager aux États-Unis. Côté dessin, les rencontres se succèdent également : Milton Caniff, Charles Shultz, Robert "Bob" Mc Call, etc.
Désormais installé au nouveau monde, Béghin poursuit sa collaboration au journal de Spirou mais les rubriques adoptent un ton plus américanisé. Ses bons baisers de Californie font découvrir le Golden state à des milliers de jeunes lecteurs européens,. Toujours abondamment illustrées (photos et dessins), ses chroniques décrivent le Californian way of life sous tous ses aspects parmi lesquels l'art culinaire, la vie culturelle ainsi que le monde sportif et automobile.
En 1982/83, il entame Si l'Amérique m'était contée : un descriptif hebdomadaire des 50 États d'Amérique. Puis en 1984, ce sont les aventures de Hubert H Rainbow, une série de gags en une planche qui se poursuit pendant deux ans toujours prétexte à faire découvrir la Californie aux lecteurs. Avec la fin d'Hubert, s'achève la collaboration à Spirou.

### Fin de carrière
En 1981, sans abandonner le dessin, Jean-Luc Béghin rejoint le bureau américain de la compagnie Air France, pour laquelle il devient pendant vingt-trois ans « chef des opérations au sol » à Los Angeles airport.
Retraité depuis 2004,, il se consacre ensuite à plein temps à ses deux passions en reprenant l'illustration de cockpits, et la mise en valeur de sa collection d'objets relatifs à l'aviation, accumulés durant de nombreuses années. Jean-Luc Béghin se consacre aussi à sa famille.
Par ailleurs, il entame une collaboration avec le magazine français Aviasport, lequel publie une série de chroniques axées sur l'aviation en Californie. En mars 2020, pendant le confinement qu'il vit à domicile à San Pedro, il livre une longue interview.

## Réception

### Prix et distinctions
- 2018 :  Prix Alphonse Malfanti de l'Aéro-Club de France pour Cockpits[14].

## Œuvres

### Publications
- Charles Lindbergh : Le Héros de l'Atlantique, Jean-Luc Béghin - Pierre Sparaco, Dupuis, 1977 (BNF 34675536) (OCLC 417660575)
- Le F-16 : vedette de l'aviation américaine, Jean-Luc Béghin - Pierre Sparaco, Dupuis, 1978 (BNF 34675537) (OCLC 489305081)
- Cockpits, Jean-Luc Beghin, Éditions Paquet, coll. « Cockpit », 2017  (ISBN 978-2-88890-777-0)[15],[16],[1].

### Jeux
- Spirou Safari[17], Dupuis, 1972

#### Livres
- Jean Van Hamme, Introduction à la bande dessinée belge, Bruxelles, Bibliothèque royale de Belgique, 1968, 80 p., ill. ; 26 cm (lire en ligne), p. 29[catalogue] publié à l'occasion de l'exposition La bande dessinée en Belgique, Bibliothèque Albert Ier, [Bruxelles], du 29 juin au 25 août 1968.

#### Articles
- (en) Gref Krikorian, « Remembering ‘the Greatest Fighter Plane in the World’ : Aircraft: Jean-Luc Beghin first saw the P-51 Mustang in the skies over Europe during World War II. Thus began a love affair that has lasted 46 years. », Los Angeles Times,‎ 26 octobre 1990 (lire en ligne, consulté le 16 octobre 2022)
- Philippe Thepenier, « Dessine-nous un avion... », Equipage, no 7,‎ décembre 2012, p. 34-35 (lire en ligne [PDF], consulté le 16 octobre 2022)
- François Besse, « Les cockpits de Jean-Luc Beghin », aeroVFR,‎ 22 avril 2017 (lire en ligne, consulté le 16 octobre 2022)
- Jean Molveau, « Jean-Luc Beghin, œuvre complète », Aéro Buzz,‎ 14 mai 2017 (lire en ligne , consulté le 16 octobre 2022).

### Vidéographie
- (en) A Day with artist Jean-Luc Beghin sur Belgian Aviation News, Interview : Peter Han (41 min 23 s), 22 mars 2020.